# 瑞恩·韋斯利·勞斯
瑞恩·韋斯利·勞斯（英語：Ryan Wesley Routh，1966年2月18日—） 是一名美國男子，涉嫌企圖行刺美國前總統唐納·川普，當時川普亦是在2024年美國總統選舉代表共和黨的總統候選人。

## 生平
瑞恩·韋斯利·勞斯於1965或1966年出生在北卡羅來納州吉爾福德縣。1980年代初，他曾就讀於西北吉爾福德高中。之後，他在1995年北卡羅來納州立農業技術大學修讀兩個學期。據勞斯的LinkedIn個人資料顯示，其在1998年於該校畢業。
1989年1月，勞斯與洛拉·弗朗西斯·威爾遜結婚，並至少有一個兒子。這對夫妻最終於2003年3月10日離婚。
2018年，勞斯從北卡羅來納州格林斯伯勒搬到夏威夷州卡阿瓦。其擁有一家棚屋建築公司「Camp Box Honolulu」。《檀香山明星廣告報》的一篇報導稱，他為無家可歸者捐贈一棟建築。

## 事蹟

### 公民事務
勞斯在1991年曾保護一名婦女免受強姦，與性侵者搏鬥並將之追趕，其事蹟獲《新聞與記錄》專題報導。報導中，他被譽為「超級公民」，其後他並獲得國際警察協會格林斯伯勒分會頒發的執法奧斯卡獎。
2004年，勞斯曾為反對關閉他兒子與朋友們建立的滑板公園而發聲。他在接受《新聞與記錄》採訪時說：「我們應該將這個公園轉變成一個公私合營的項目，而不是像碾碎一隻蟲子那樣壓制這些孩子，或者叫他們回家打電玩。」

### 犯案記錄
據CNN報導指，公共記錄顯示，勞斯自1990年代以來，有幾宗涉及他的法庭案件，包括多次指控他未能按時繳納稅款、開出空頭支票等。
2002年12月，勞斯因非法持有槍械、抗拒執法、阻撓和拖延警察，以及無照駕駛等罪名被定罪，此前他與警方對峙了三個小時。當時他在一次交通攔檢中被攔下，將手放在槍上，隨後駕車逃至附近一處商業場所並將自己反鎖在裡面。
2003年，他因無照駕駛、攜帶隱藏武器及肇事逃逸被判刑。2010年，他又因持有贓物被定罪。這些指控都讓他被判緩刑。

### 親烏克蘭觀點
勞斯是烏克蘭熱衷支持者。其曾在他的多個社交媒體帳號上發佈數十篇親烏克蘭觀點帖子，並在2022年接受《紐約時報》和《羅馬尼亞新聞週刊》採訪時，聲稱自己曾試圖為烏克蘭招募士兵，以協助對抗俄羅斯的入侵。他還聲稱曾親自參加烏克蘭的戰鬥。
勞斯在2022年於基輔接受一名羅馬尼亞記者採訪時表示，他在俄羅斯全面入侵後幾個月飛往烏克蘭加入軍隊，但由於他已年過五旬且沒有軍事經驗，未能成為「理想人選」：「我最初的目標是參加戰鬥……但我已經56歲了，所以最初他們會說，我沒有軍事經驗，所以他們會說，你不是一個理想的人選。」後來在2022年的另一場採訪中，勞斯表示，在被拒服兵役後，他轉而為烏克蘭軍隊招募志願士兵。
據《泰晤士報》報道指，勞斯試圖招募逃離塔利班的阿富汗戰士來幫助烏克蘭對抗俄羅斯的入侵。但勞斯在接受採訪時稱，他無法說服烏克蘭國防部為這些士兵「發放一張簽證」。他還曾對《Semafor》雜誌抱怨烏克蘭對接納外國戰士的重重限制，指出「烏克蘭往往難以合作，他們害怕任何人可能是俄羅斯間諜」。
曾在烏克蘭領土防衛國際戰隊擔任志願者的伊芙琳‧阿申布倫納形容勞斯為「妄想症患者」和「騙子」，質疑他聲稱自己曾為該組織招募成員的說法。阿申布倫納指出，勞斯「從未，也從來沒有與國際戰隊或烏克蘭武裝部隊有任何關聯」。她還補充道：「他性格好鬥，喜歡爭論，並且多次拒絕理解軍隊的基本政策」，更形容勞斯「妄自尊大，與現實脫節」。烏克蘭領土防衛國際戰隊也在聲明中強調，勞斯「從未以任何形式參與或與該組織有關聯」。

### 著作
勞斯為此在2023年撰寫及自費出版一本291頁的電子書《烏克蘭打不贏的戰爭：民主的致命缺陷、世界遺棄和全球公民——台灣、阿富汗、朝鮮和人類的終結》，講述他對烏克蘭的幻滅，該書定價2.99美元。其書中聲稱探討烏克蘭「打不贏的戰爭」以及「民主的致命缺陷」。
勞斯一貫表達支持台灣，在其書中評論了阿富汗、台灣和北韓的局勢，並呼籲國際干預以保護台灣免受潛在的中國侵犯。
而在該書有關伊朗的章節中，勞斯表示他「必須為選出一個『無腦』的總統承擔部分責任」，顯然是在暗指特朗普。他在談到他之前對川普的支持時，他寫道：「我有足夠的男子氣概說，我判斷錯誤，犯了一個可怕的錯誤，你可以自由地刺殺特朗普和我，以懲罰這個錯誤的判斷及對協議的廢除。」

### 涉嫌行刺特朗普
2024年9月15日凌晨2時，勞斯埋伏在佛羅里達州西棕櫚灘的特朗普國際高爾夫球俱樂部中。在下午1時30分左右，美國特勤局特工發現勞斯藏身於附近300–500碼遠的灌木叢，伸出一把SKS半自動步槍指向球場，而立即對其開四槍，勞斯未回擊而逃離現場，最終被逮捕。事件發生時，前總統特朗普正在該俱樂部第五至六洞球場打高爾夫球，不在勞斯的步槍射界內。
隨後勞斯作為企圖行刺特朗普的嫌疑人而被捕。他被指控兩項罪名：被定罪的重罪犯持有槍支以及持有序號被刪除的槍支。在全面調查之前，可能會提出額外指控。在他被提審的那天，有人看到他和他的律師一起笑著。他被逮捕的錄影也向公眾公佈。

## 政治活動
選民記錄顯示，勞斯是一名無黨派選民。
根據他在Twitter/X上的貼文，他在2016年美國總統選舉中投票給特朗普。到2020年，他表示雖然曾支持特朗普，但對其政府表現感到失望，認為特朗普「變得越來越糟，逐漸退步」。他還在多個貼文中表達對美國政治人物圖爾西·加巴德、維韋克·拉馬斯瓦米、妮基·黑利和伯尼·桑德斯的支持。此外，其他貼文顯示他相信有關2019冠狀病毒病陰謀論。他在2019年和2020年間，通過ActBlue捐款超過20次。勞斯還曾張貼一張羅馬帝國時期的巴勒斯坦地圖，宣稱猶太人無權擁有該土地。
2024年，他在北卡羅來納州吉爾福德縣的民主黨初選中投票。
勞斯還在Twitter/X多個貼文中提到2024年7月唐納·川普遇刺案，建議美國總統喬·拜登和副總統賀錦麗應該探望案中傷者，並參加賓州集會中遇難者的葬禮。